# Walentin Wassilew (E-Sportler)
Walentin „poizon“ Wassilew (* 29. November 1998) ist ein bulgarischer E-Sportler in der Disziplin Counter-Strike: Global Offensive.

## Karriere
Wassilew trat erstmals 2015 in der bulgarischen ESL-Meisterschaft an, allerdings ohne festes Team. Im folgenden Jahr spielte er weiterhin ohne Team einige kleinere Turniere.
Im Februar 2017 wechselte er zum bulgarischen Team BPro Gaming. Nachdem er vereinzelt Erfolge in nationalen Turnieren und Erfahrungen in kleineren internationalen Turnieren sammeln konnte, wechselte er im Oktober 2018 zum Team Windigo. 2019 gewann er mit seinem neuen Team mit einem Sieg gegen AGO Esports die World Electronic Sports Games 2018. Außerdem erzielte er den ersten Platz bei der Moche XL Esports 2019 und den zweiten Platz bei der United Masters League Season 1.
Nachdem er im Oktober 2019 das Team verlassen hatte, schloss er sich im Januar 2020 dem Team Complexity an. Dies war zugleich auch sein erstes internationales Team. Er konnte 2020 das BLAST Premier: Spring 2020 European Finals mit einem 2:1-Sieg gegen Team Vitality gewinnen. Überdies erreichte er das Halbfinale bei der DreamHack Open Anaheim 2020, der DreamHack Open Summer 2020: Europe und der Intel Extreme Masters XV - Beijing Online: Europe.
2021 erzielte er einen ersten Platz bei dem Spring Sweet Spring Cup #3 und beendete die BLAST Premier: Spring Groups 2021 auf dem 1.–3. Platz. Im Oktober 2021 verließ er das Team, nachdem er zuletzt nicht über einzelne Play-off-Einzüge hinauskommen konnte.
Im März 2022 wechselte er zum Team Fnatic, nachdem er bereits einzelne Turniere für das Team als Ersatzspieler gespielt hatte. Nachdem er bereits im Mai auf die Bank gesetzt worden war, verließ er das Team im August.
Mit einem gewonnenen Preisgeld von 297.687,54 $ gehört er nach Preisgeld zu den fünf erfolgreichsten E-Sportlern Bulgariens.